# Physical Review
Physical Review este o revistă de știință înființată în anul 1893 la Universitatea Cornell, New York și preluată în anul 1913 de American Physical Society. 

## Structuură
Revista este împărțită în cinci diviziuni:
- A (fizică atomică, moleculară și optică);
- B (fizica materiei condensate și fizica materialelor);
- C (fizică nucleară);
- D (particule, câmpuri, gravitație și cosmologie);
- E (fizică statistică, neliniară, materie moale).